# Stéphane Nado
Stéphane Nado, né à Loudéac le 28 août 1972, est un entraîneur français et un ancien défenseur ayant évolué en Ligue 2.
A 29 ans, il commence sa carrière d'entraîneur avec les U17 à l'En Avant Guingamp. En 2010, il rejoint le Stade Brestois en tant que directeur d'académie et entraîneur adjoint de la première équipe.  Quatre ans plus tard, en 2014, il prend en charge les U19 de l'Olympique de Marseille. En 2018, il est nommé directeur d'académie du Stade Malherbe Caen.
En 2021, Stéphane Nado devient manager de Monaco B qui évolue en Championnat National 2,. En janvier 2022, il assure brièvement l'intérim de l'équipe première de Monaco pour un seizième de finale de Coupe de France contre Quevilly-Rouen Métropole, que Monaco remporte 3-1. .
Stéphane Nado dispose également d'une expérience internationale en Afrique.
De 2017 à 2018, il est l'adjoint de Corentin Martins avec l'équipe nationale de Mauritanie. En novembre 2022, il rejoint la Fédération marocaine de football en tant qu'entraîneur-chef des équipes nationales féminines U20 et U23. Sous sa direction, le Maroc participe à la Coupe du Monde Féminine U17 de la FIFA en Inde et se qualifie pour la Coupe du Monde Féminine U20 en Colombie.
En mars 2025, il est recruté en tant qu'entraîneur principal par la Renaissance Club Athletic Zemamra qui participe au championnat de Botola Pro au Maroc.
Le 11 juin 2025, Stéphane Nado est nommé sélectionneur de l'équipe nationale masculine de Djibouti.